# Neonerita marpessa
Neonerita marpessa là một loài bướm đêm thuộc phân họ Arctiinae, họ Erebidae.